# Gabarnac
Gabarnac est une commune du Sud-Ouest de la France, située dans le département de la Gironde, en région Nouvelle-Aquitaine.

## Géographie

### Localisation
La commune de Gabarnac se situe au nord de la Garonne à 38 km au sud-est de Bordeaux, chef-lieu du département, à 10 km au nord-nord-ouest de Langon, chef-lieu d'arrondissement, et à 4,5 km au sud-est de Cadillac, chef-lieu de canton.

### Communes limitrophes
Les communes limitrophes sont Monprimblanc au nord-nord-est, Semens à l'est, Sainte-Croix-du-Mont au sud et Loupiac à l'ouest.
|         | Monprimblanc         |        |
| Loupiac | Gabarnac             | Semens |
|         | Sainte-Croix-du-Mont |        |

### Climat
Pour des articles plus généraux, voir Climat de la Nouvelle-Aquitaine et Climat de la Gironde.
Historiquement, la commune est exposée à un climat océanique aquitain.  
En 2020, Météo-France publie une typologie des climats de la France métropolitaine dans laquelle la commune est exposée à un climat océanique et est dans la région climatique  Aquitaine, Gascogne, caractérisée par une pluviométrie abondante au printemps, modérée en automne, un faible ensoleillement au printemps, un été chaud (19,5 °C), des vents faibles, des brouillards fréquents en automne et en hiver et des orages fréquents en été (15 à 20 jours).
Pour la période 1971-2000, la température annuelle moyenne est de 12,8 °C, avec une amplitude thermique annuelle de 15,2 °C. Le cumul annuel moyen de précipitations est de 819 mm, avec 11,4 jours de précipitations en janvier et 6,6 jours en juillet. Pour la période 1991-2020, la température moyenne annuelle observée sur la station météorologique la plus proche, située sur la commune de Sauternes à 11 km à vol d'oiseau, est de 13,9 °C et le cumul annuel moyen de précipitations est de 859,6 mm,. Pour l'avenir, les paramètres climatiques de la commune estimés pour 2050 selon différents scénarios d’émission de gaz à effet de serre sont consultables sur un site dédié publié par Météo-France en novembre 2022.

## Urbanisme

### Typologie
Au 1er janvier 2024, Gabarnac est catégorisée commune rurale à habitat dispersé, selon la nouvelle grille communale de densité à sept niveaux définie par l'Insee en 2022.
Elle est située hors unité urbaine. Par ailleurs la commune fait partie de l'aire d'attraction de Bordeaux, dont elle est une commune de la couronne,. Cette aire, qui regroupe 275 communes, est catégorisée dans les aires de 700 000 habitants ou plus (hors Paris),.

### Occupation des sols

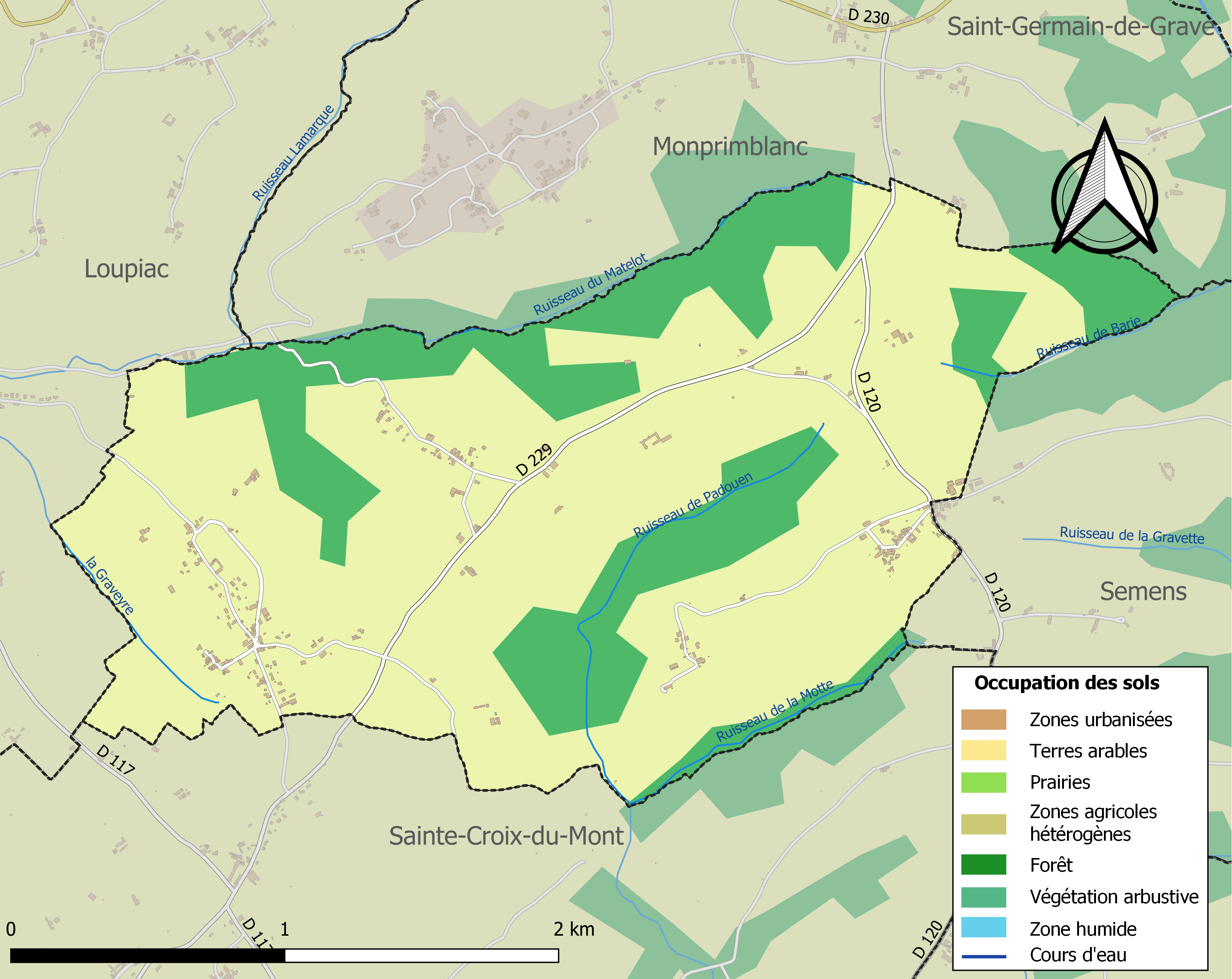
Carte des infrastructures et de l'occupation des sols de la commune en 2018 (CLC).

L'occupation des sols de la commune, telle qu'elle ressort de la base de données européenne d’occupation biophysique des sols Corine Land Cover (CLC), est marquée par l'importance des territoires agricoles (75,6 % en 2018), une proportion identique à celle de 1990 (75,6 %). La répartition détaillée en 2018 est la suivante : 
cultures permanentes (75,6 %), forêts (24,4 %). L'évolution de l’occupation des sols de la commune et de ses infrastructures peut être observée sur les différentes représentations cartographiques du territoire : la carte de Cassini (XVIIIe siècle), la carte d'état-major (1820-1866) et les cartes ou photos aériennes de l'IGN pour la période actuelle (1950 à aujourd'hui).

### Les hameaux
- Balan
- Benel
- Bern
- Bidonnet
- Bonneau
- Bourg (le)
- Doublet
- Faugas
- Fourneau (le)
- Goutey (le)
- Labatut
- Laffitte
- Lamothe
- Loustalette
- Mathelot (le)
- Mestrepeyrot
- Mourlannes
- Peybrun
- Valentin

### Voies de communication et transports
Le territoire communal est traversé par des routes communales, c'est-à-dire non référencées par la DDE, qui relient le bourg aux différents villages alentour dont, surtout, Sainte-Croix-du-Mont et Loupiac.
L'accès le plus proche à l'autoroute A62 (Bordeaux-Toulouse) est le no 2, dit de Podensac, situé à 10 km vers l'est-sud-est, par Cadillac. Le no 3, dit de Langon, est à 11 km vers le sud, par Saint-Maixant.
L'accès no 1, dit de Bazas, à l'autoroute A65 (Langon-Pau) se situe à 23 km vers le sud.
Les gares SNCF  de Langon et de Barsac, sur la ligne Bordeaux - Sète du TER Nouvelle-Aquitaine, sont situées toutes deux à 9,5 km de Gabarnac (l'une au sud par Saint-Maixant, l'autre au sud-est par le pont de Cadillac) mais le trafic est plus important à Langon.

### Risques majeurs
Le territoire de la commune de Gabarnac est vulnérable à différents aléas naturels : météorologiques (tempête, orage, neige, grand froid, canicule ou sécheresse), inondations et séisme (sismicité très faible). Un site publié par le BRGM permet d'évaluer simplement et rapidement les risques d'un bien localisé soit par son adresse soit par le numéro de sa parcelle.
La commune a été reconnue en état de catastrophe naturelle au titre des dommages causés par les inondations et coulées de boue survenues en 1982, 1983, 1999, 2009 et 2020,.

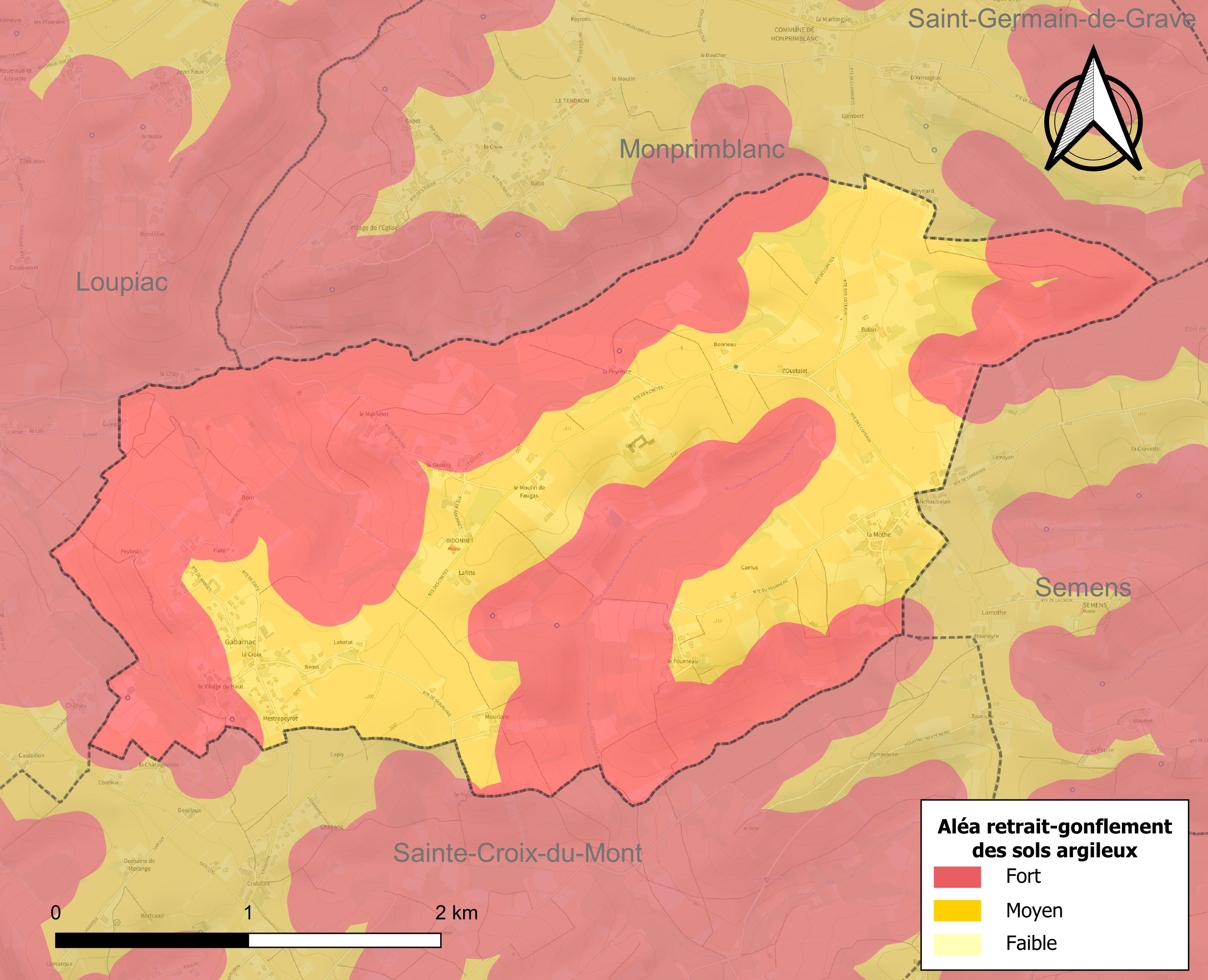
Carte des zones d'aléa retrait-gonflement des sols argileux de Gabarnac.

Le retrait-gonflement des sols argileux est susceptible d'engendrer des dommages importants aux bâtiments en cas d’alternance de périodes de sécheresse et de pluie. La totalité de la commune est en aléa moyen ou fort (67,4 % au niveau départemental et 48,5 % au niveau national). Sur les 176 bâtiments dénombrés sur la commune en 2019, 176 sont en aléa moyen ou fort, soit 100 %, à comparer aux 84 % au niveau départemental et 54 % au niveau national. Une cartographie de l'exposition du territoire national au retrait gonflement des sols argileux est disponible sur le site du BRGM,.
Par ailleurs, afin de mieux appréhender le risque d’affaissement de terrain, l'inventaire national des cavités souterraines permet de localiser celles situées sur la commune.
Concernant les mouvements de terrains, la commune a été reconnue en état de catastrophe naturelle au titre des dommages causés par des mouvements de terrain en 1999.

## Toponymie
Le nom de Gabarnac viendrait du patronyme attesté Cavarinus, dont le « v » est sonorisé « b » en gascon, auquel est accolé le suffixe gaulois -acum à fonction localisante.
La graphie gasconne du nom de la commune est identique à la française.
Ses habitants sont appelés les Gabarnacais.

## Histoire

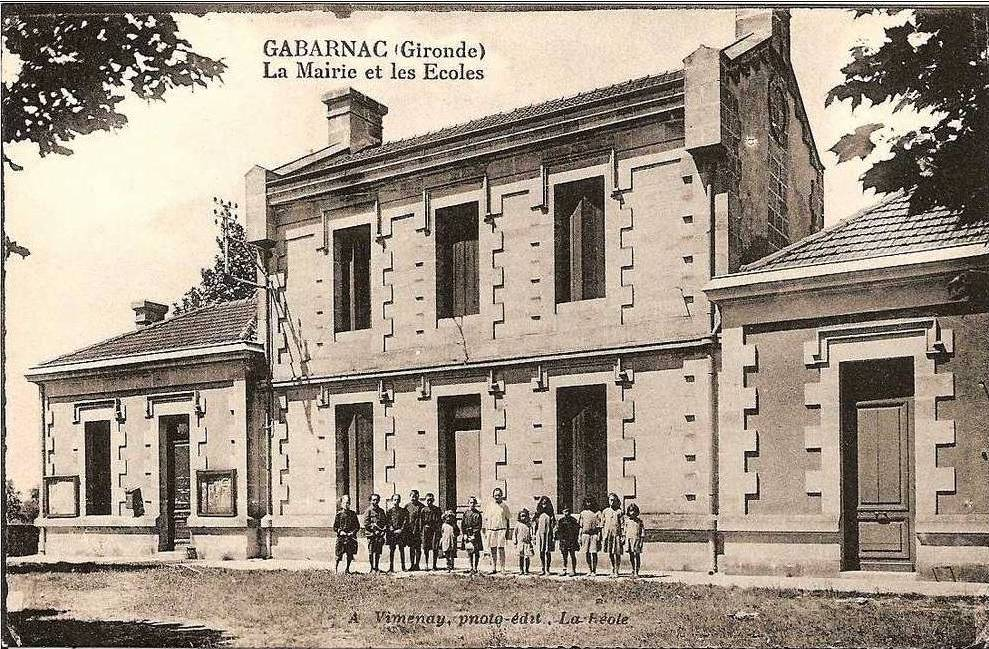

À la Révolution, la paroisse Saint-Seurin de Garbanac forme la commune de Garbanac.

## Démographie
L'évolution du nombre d'habitants est connue à travers les recensements de la population effectués dans la commune depuis 1793. Pour les communes de moins de 10 000 habitants, une enquête de recensement portant sur toute la population est réalisée tous les cinq ans, les populations de référence des années intermédiaires étant quant à elles estimées par interpolation ou extrapolation. Pour la commune, le premier recensement exhaustif entrant dans le cadre du nouveau dispositif a été réalisé en 2005.

En 2022, la commune comptait 363 habitants, en évolution de +0,55 % par rapport à 2016 (Gironde : +6,91 %, France hors Mayotte : +2,11 %).
| 1793 | 1800 | 1806 | 1821 | 1831 | 1836 | 1841 | 1846 | 1851 |
| ---- | ---- | ---- | ---- | ---- | ---- | ---- | ---- | ---- |
| 471  | 392  | 472  | 457  | 444  | 397  | 415  | 417  | 408  |

| 1856 | 1861 | 1866 | 1872 | 1876 | 1881 | 1886 | 1891 | 1896 |
| ---- | ---- | ---- | ---- | ---- | ---- | ---- | ---- | ---- |
| 399  | 372  | 356  | 388  | 431  | 376  | 361  | 368  | 386  |

| 1901 | 1906 | 1911 | 1921 | 1926 | 1931 | 1936 | 1946 | 1954 |
| ---- | ---- | ---- | ---- | ---- | ---- | ---- | ---- | ---- |
| 394  | 418  | 364  | 388  | 382  | 379  | 343  | 306  | 312  |

| 1962 | 1968 | 1975 | 1982 | 1990 | 1999 | 2005 | 2006 | 2010 |
| ---- | ---- | ---- | ---- | ---- | ---- | ---- | ---- | ---- |
| 304  | 317  | 275  | 268  | 273  | 266  | 276  | 273  | 322  |

| 2015 | 2020 | 2022 | - | - | - | - | - | - |
| ---- | ---- | ---- | - | - | - | - | - | - |
| 356  | 356  | 363  | - | - | - | - | - | - |

## Lieux et monuments
- L'église Saint-Seurin date du XIe siècle (certain murs pourraient dater du XIIe ou du XIIIe siècle.). Il est impossible de dater réellement l'église et ses murs car ils ont été rénovés au cours des siècles. Elle est inscrite à l'inventaire des monuments historiques depuis 1925[27] pour son portail occidental qui date du XIe siècle[28].
- Le château Faugas à l'origine une ancienne maison forte du XIIIe siècle connut plusieurs modifications au cours des siècles qui suivirent. Il fut notamment la propriété du marquis d'Alon et du duc d'Epernon.

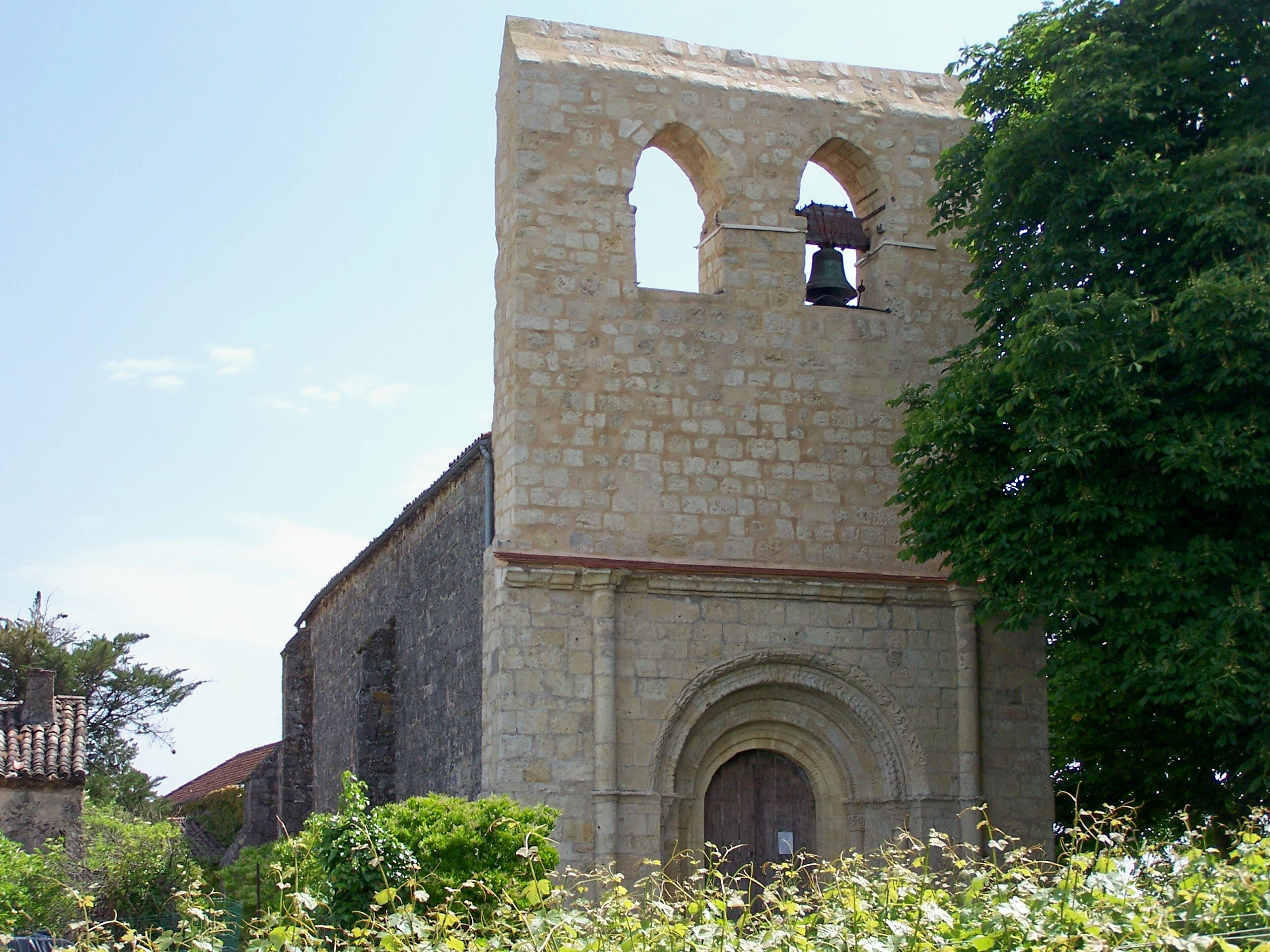
L'église Saint-Seurin (mai 2009)
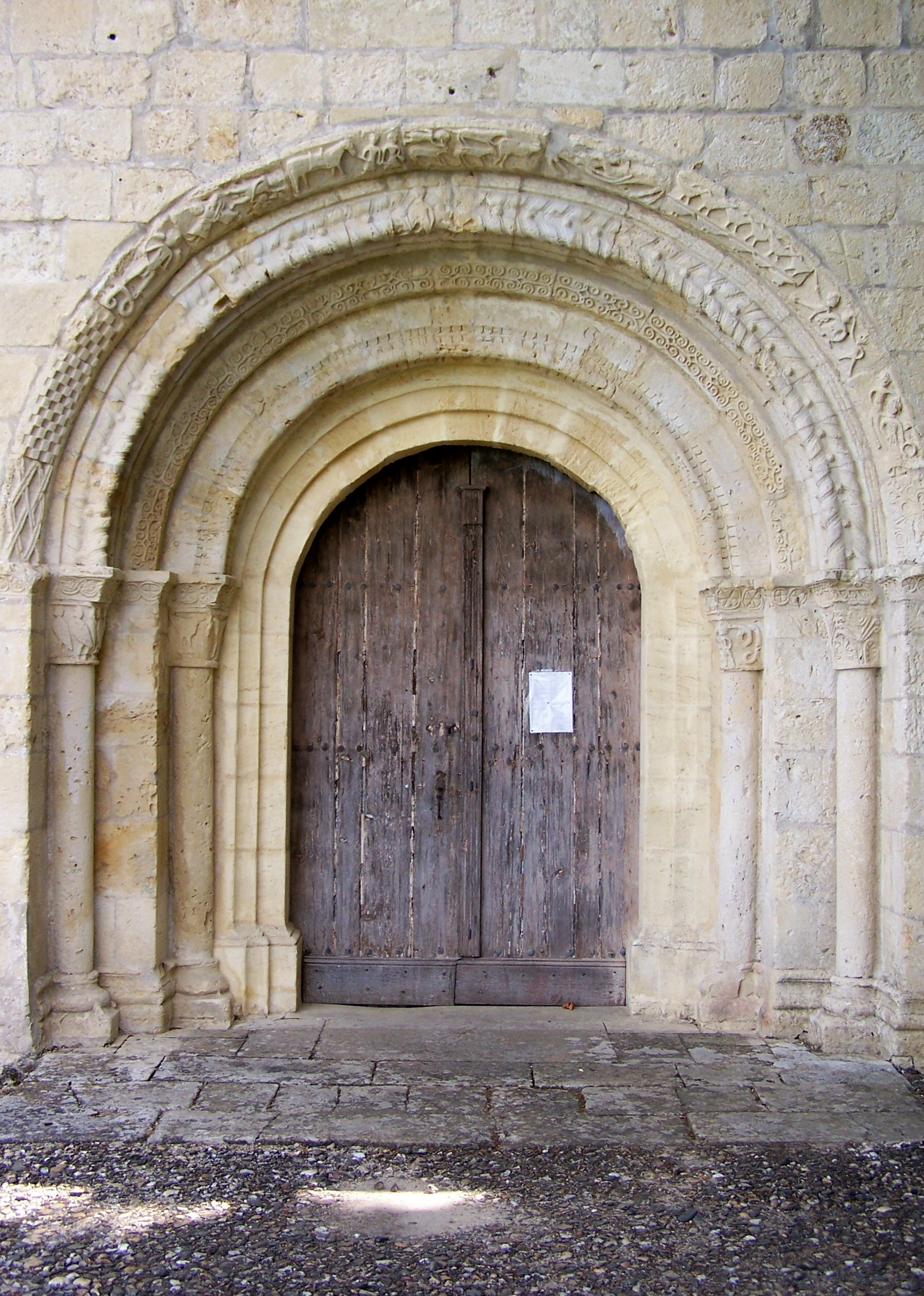
Le portail de l'église date du XIe siècle (mai 2009)
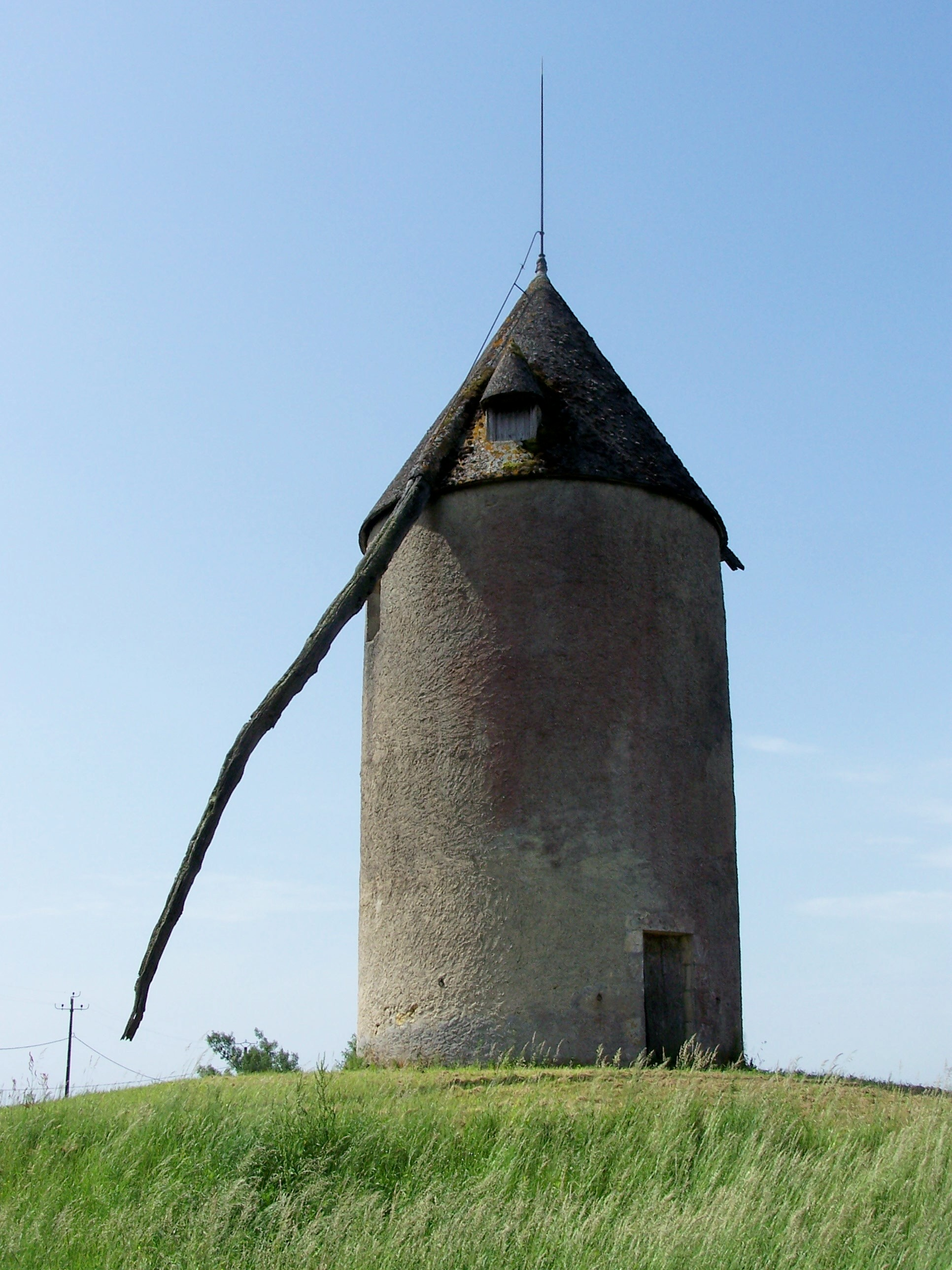
Le moulin de Ballan, typique de la région[Note 3] (mai 2009)
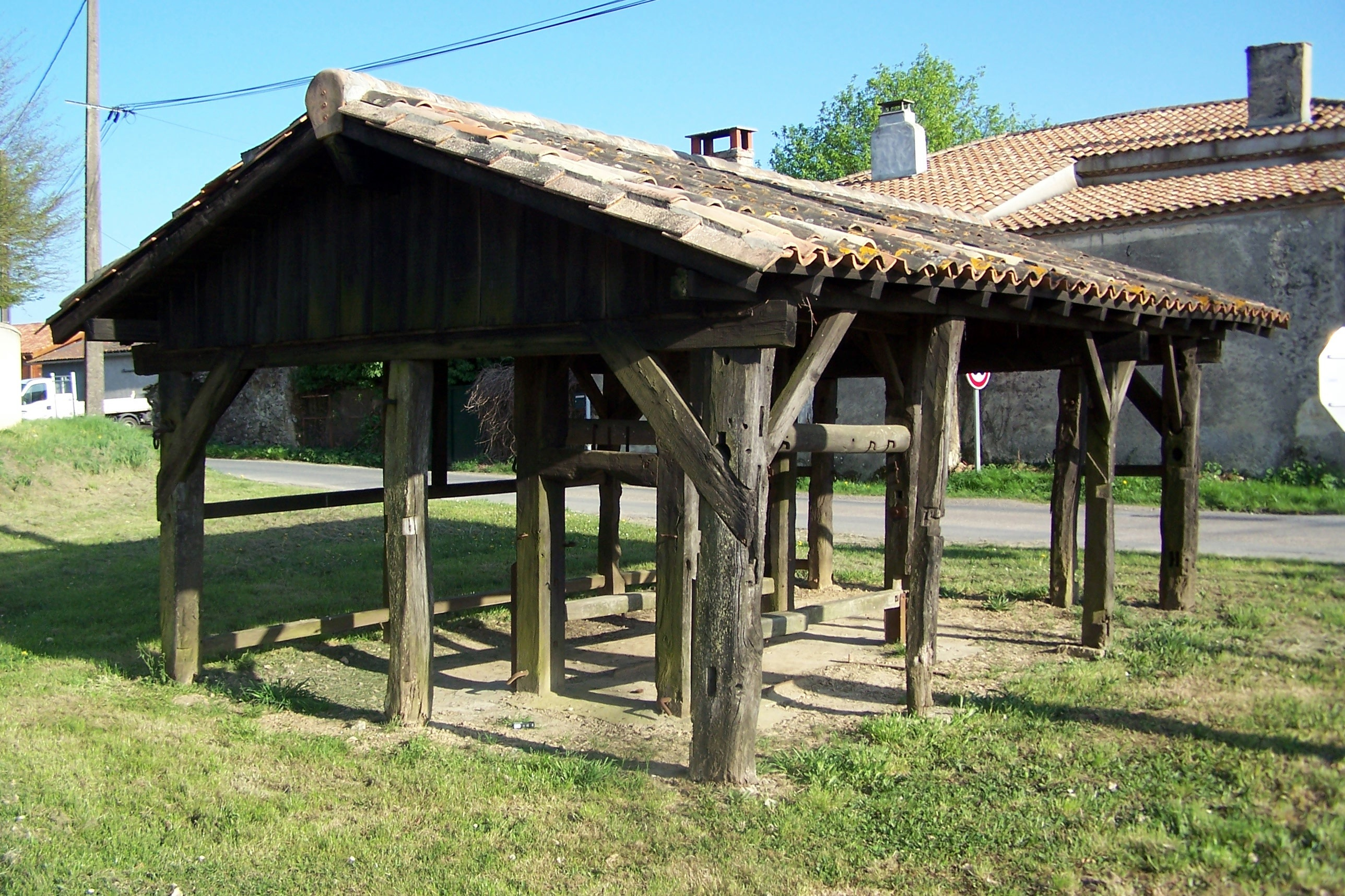
Travail à ferrer au lieu-dit Lamothe (mars 2012)
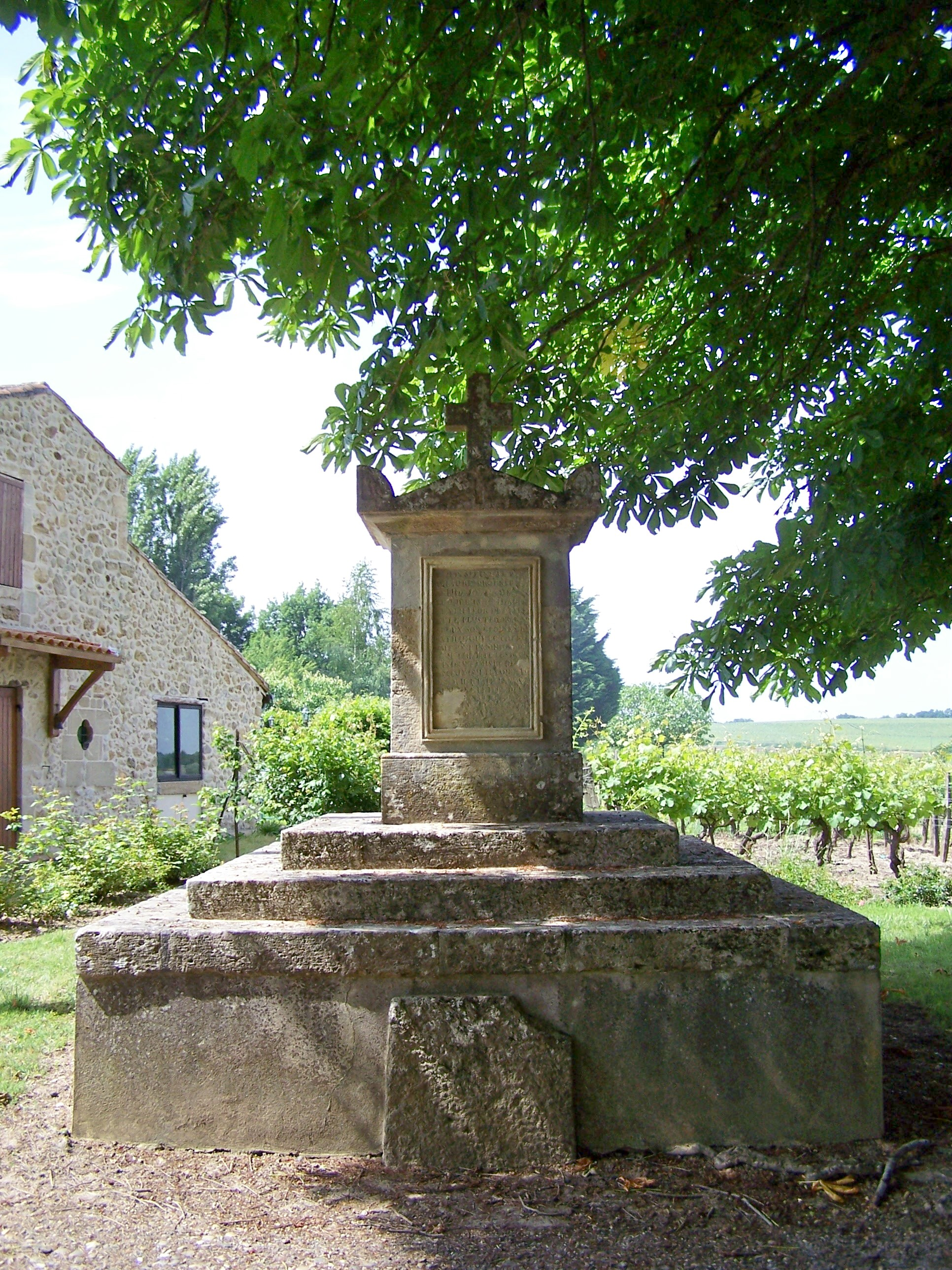
Tombeau singulier près de l'église (mai 2009)
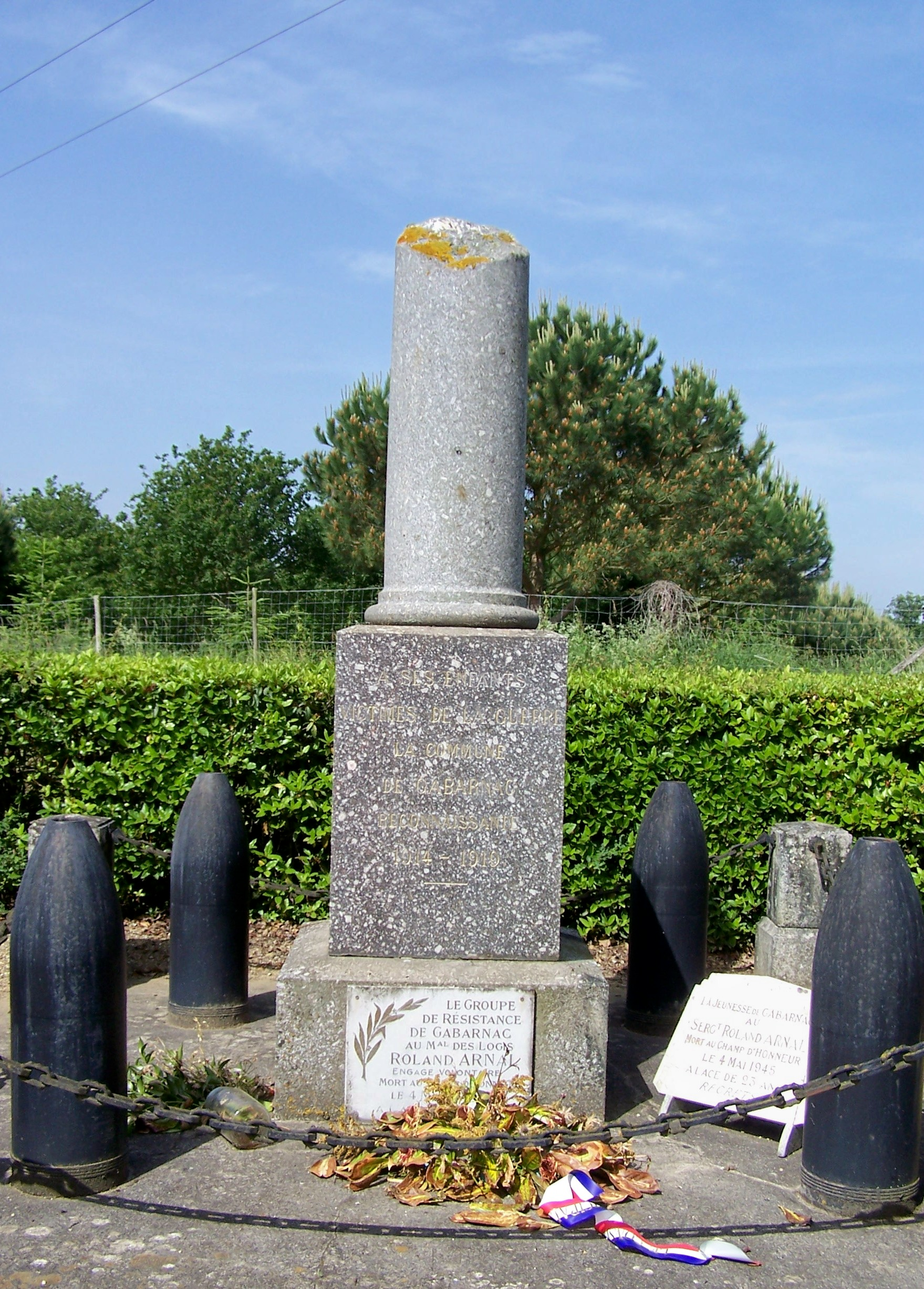
Le monument aux morts à une croisée de chemins (mai 2009)